# Aage Petersen
Aage Petersen (1927) is een Deens natuurkundige die is gespecialiseerd in de kwantummechanica.
Hij kreeg zijn opleiding aan de Universiteit van Kopenhagen. Van 1952 tot 1962 was hij assistent van Niels Bohr. 
Na de dood van Bohr werkte hij aan de Belfer Graduate School of Science at Yeshiva University. In 1962 interviewde hij Niels Bohr samen met Thomas Kuhn, Léon Rosenfeld en Erik Rudinger. De opnamen van dit interview bevinden zich in het archief van de History of Quantum Physics libraries. Zijn proefschrift werd in 1968 gepubliceerd onder de titel, "Quantum Physics and the Philosophical Tradition". 

## Voetnoten
1. ↑  (en)  The Net Advance of Physics